# Haplidus testaceus
Haplidus testaceus là một loài bọ cánh cứng trong họ Cerambycidae.